# Pancardite
La  pancardite  è una grave forma di malattia cardiaca che coinvolge tutte le strutture cardiache (endocardio, miocardio e pericardio), spesso secondaria a un episodio di febbre reumatica. È da ricordare che proprio la febbre reumatica rappresenta la causa principale delle malattie valvolari acquisite, escludendo la stenosi aortica degenerativa dell'anziano e l'insufficienza mitralica da prolasso.

## Eziologia
Può essere secondaria a infezioni batteriche post-intervento chirurgico che interessa le prime vie aeree,, ma in genere è secondaria a un processo autoimmune che si innesca in seguito a un'infezione da streptococco β-emolitico di gruppo A.

## Clinica
- Endocardite: tutte le strutture cardiache sono interessate, il danno all'endocardio valvolare determina molto spesso un'insufficienza mitralica per edema dei lembi, meno comunemente l'interessamento è aortico.[1] L'auscultazione evidenzierebbe un soffio mesotelesistolico, raramente un soffio mesodiastolico, noto come soffio di Carey-Coombs, da stenosi mitralica relativa per l'aumento della gittata cardiaca associata a anemia e febbre.[1]
- Miocardite: è una manifestazione del coinvolgimento cardiaco abbastanza rara, ma potenzialmente fatale. Lo scompenso cardiaco può essere presente in vari gradi, sino allo shock cardiogeno.[4]
- Pericardite: è fra le manifestazioni più frequenti e benigne. Ha in genere un carattere fibrinoso e può associarsi a versamento pericardico, raramente a tamponamento cardiaco.[4]